# Pedro de los Ríos y Gutiérrez de Aguayo
Pedro de los Ríos y Gutiérrez de Aguayo (Cordova, ... – Huarinas, 27 ottobre 1547) è stato un esploratore spagnolo ed amministratore coloniale che succedette a Pedro Arias Dávila nel ruolo di governatore di Castilla del Oro (1526-1529) e del Nicaragua (1526-1527).

## Biografia
Nacque a Cordova, ed i suoi genitori erano Diego Gutiérrez de los Ríos y González de Hoces ed Elvira Gutiérrez de Aguayo y López de Montemayor.
Pedro de los Ríos fu nominato governatore di Castilla del Oro nel maggio del 1526, ed assunse l'incarico a luglio dello stesso anno. In seguito si spostò in Nicaragua dove si guadagnò la fiducia degli amministratori locali, i quali gi affidarono il governatorato. Il governatore dell'Honduras, Diego López de Salcedo y Rodríguez, arrivò subito da León, obbligando Ríos ad abbandonare il posto ritornando a Castilla del Oro.
Dopo molti anni di cattiva amministrazione di Castilla del Oro, fu rimosso dall'incarico e sostituito con Antonio de la Gama, nell'agosto 1529. Completati i suoi impegni in America centrale, decise di raggiungere Francisco Pizarro nei territori del Perù appena scoperti. Una volta giunto sul posto andò nella capitale inca Cuzco, dove fu tra i primi coloni spagnoli. Ríos fece parte degli uomini di Pizarro che fecero i primi fallimentari tentativi di riconquistare il Perù. Partecipò alla battaglia di Chupas (1542) e molti anni dopo morì a Huarinas, vicino al lago Titicaca, il 27 ottobre 1547.